# Mohamed Souboul
Mohamed Souboul (ur. 17 listopada 2001) – marokański piłkarz, grający na pozycji obrońcy. W sezonie 2020/2021 zawodnik Rai Casablanca. Młodzieżowy reprezentant kraju.

## Kariera

### Kariera klubowa
Wychowanek Rai Casablanca. Do pierwszego składu przebił się 1 lipca 2020 roku. W zespole tym zadebiutował 3 marca 2021 roku w meczu pucharu kraju przeciwko Union Sidi Kacem, wygranym 2:0. Do 17 maja 2021 roku rozegrał 10 meczów (2 ligowe).

### Kariera reprezentacyjna
Mohamed Souboul w ojczystej reprezentacji U–20 rozegrał 5 meczów, z czego 4 podczas Pucharu Narodów Afryki U–20 2021.